# Lithocarpus bancanus
Lithocarpus bancanus (Scheff.) Rehder – gatunek roślin z rodziny bukowatych (Fagaceae Dumort.). Występuje naturalnie w Malezji oraz Indonezji (na Sumatrze i w Kalimantanie). 

## Morfologia
PokrójZimozielone drzewo dorastające do 18 m wysokości.
LiścieBlaszka liściowa jest nieco skórzasta i ma owalnie eliptyczny kształt. Mierzy 7,1–12,7 cm długości oraz 3,3–5,6 cm szerokości, jest całobrzega, ma ostrokątną nasadę i ostry lub spiczasty wierzchołek. Ogonek liściowy ma 7–12 mm długości. Przylistki  są omszone i mają równowąski kształt.

## Biologia i ekologia
Rośnie w lasach, na wysokości do 1500 m n.p.m.